# فرانکو کاستلانو
فرانکو کاستلانو (ایتالیایی: Franco Castellano؛ ۲۰ ژوئن ۱۹۲۵ – ۲۸ دسامبر ۱۹۹۹) کارگردان و فیلم‌نامه‌نویس اهل ایتالیا بود. او در رم ایتالیا به دنیا آمد.
کاستلانو برای ۹۴ فیلم بین سال‌های ۱۹۵۸ میلادی و ۱۹۹۷ میلادی فیلم‌نامه نوشت. او همچنین کارگردانی ۲۱ فیلم را بین سال‌های ۱۹۶۴ میلادی تا ۱۹۹۲ میلادی بر عهده داشت. در سال ۱۹۸۴ میلادی فیلم Il ragazzo di campagna وی به عنوان بخشی از مرور فیلم‌های کمدی سینمای ایتالیا در شصت و هفتمین جشنواره بین‌المللی فیلم ونیز نمایش داده شد.

## گزیدهٔ آثار

### سینما
- My Wife's Enemy (۱۹۵۹)
- Tipi da spiaggia (۱۹۵۹)
- Guardatele ma non toccatele (۱۹۵۹)
- Signori si nasce  (۱۹۶۰)
- دو رقیب (۱۹۶۰)
- Totò, Fabrizi e i giovani d'oggi (۱۹۶۰)
- فاشیست (۱۹۶۱)
- marines per 100 ragazze (۱۹۶۲)
- Obiettivo ragazze (۱۹۶۳)
- The Thursday (۱۹۶۳)
- Three Nights of Love (۱۹۶۴)
- اسکی مارپیچ (۱۹۶۵)
- سربازان و سرجوخه‌ها (۱۹۶۵)
- مرد، زن و پول (۱۹۶۵)
- ۱۶ ساله‌ها (۱۹۶۵)
- نشان تو چیست؟  (۱۹۷۵)
- رام کردن زن سرکش (۱۹۸۰)
- Il ragazzo di campagna (۱۹۸۴)
- فروشگاه بزرگ (۱۹۸۶)

### تلویزیون
- مظنون
- دانشکده
- سفارش‌ها